# Завада (Мишковський повіт)
Завада (пол. Zawada) — село в Польщі, у гміні Жарки Мишковського повіту Сілезького воєводства.
Населення — 255 осіб (2011).
У 1975-1998 роках село належало до Ченстоховського воєводства.

## Демографія
Демографічна структура станом на 31 березня 2011 року:
|          | Загалом | Допрацездатний вік | Працездатний вік | Постпрацездатний вік |
| -------- | ------- | ------------------ | ---------------- | -------------------- |
| Чоловіки | 138     | 26                 | 105              | 7                    |
| Жінки    | 117     | 23                 | 68               | 26                   |
| Разом    | 255     | 49                 | 173              | 33                   |